# چاوون‌دور (مرزیفون)
چاوون‌دور (به ترکی استانبولی: Çavundur) یک منطقهٔ مسکونی در ترکیه است که در مرزیفون واقع شده‌است.